# Mariä-Himmelfahrt-Kathedrale (Aleppo)

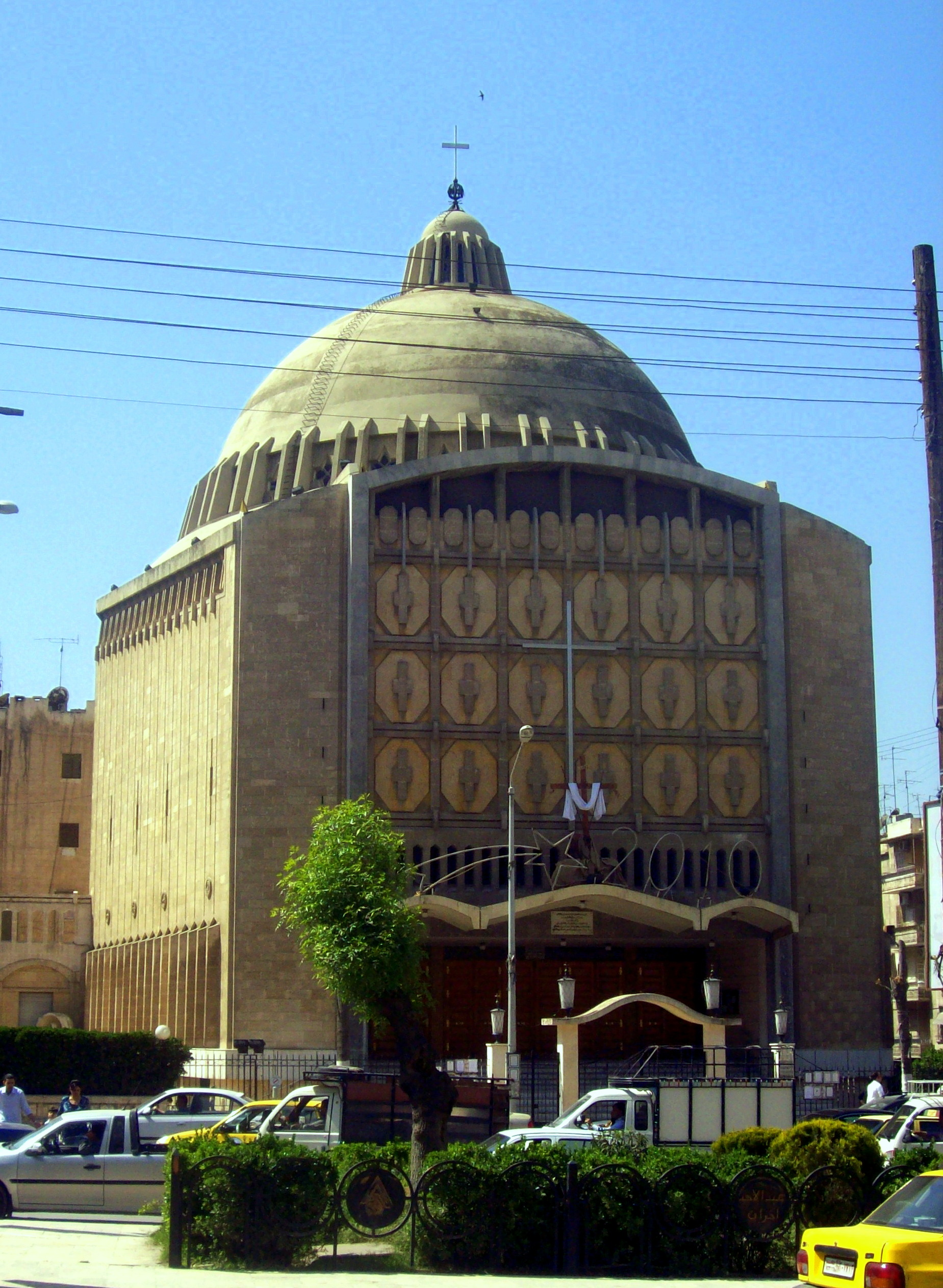
Syrisch-katholische Mariä-Himmelfahrt-Kathedrale in Aleppo, 2010

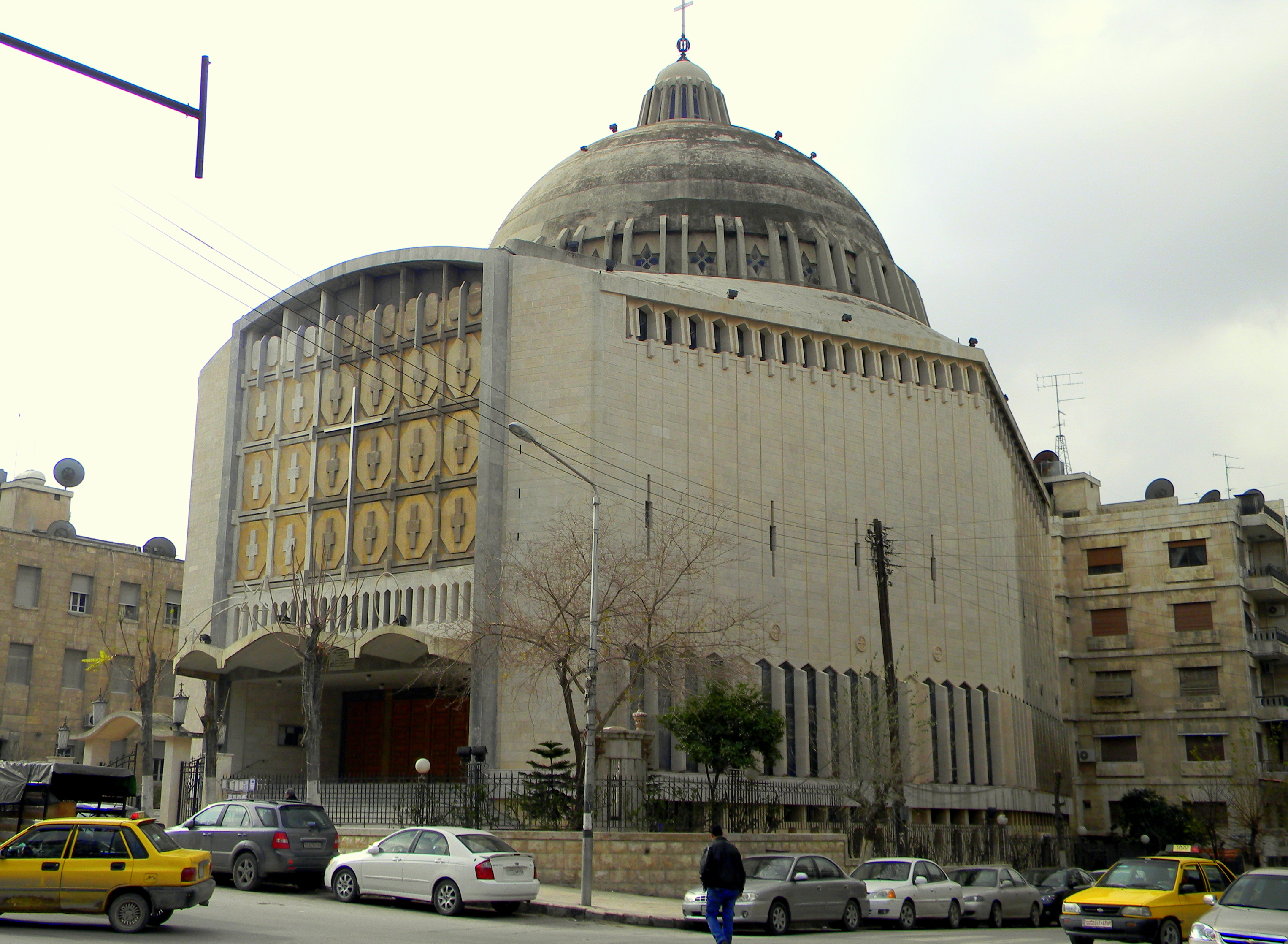
Das Betongebäude von der Seite, 2011

Die Mariä-Himmelfahrt-Kathedrale (arabisch كاتدرائية سيدة الانتقال, DMG Kātidrāʾīyat Sayyidat al-Intiqāl) ist die Kathedrale der syrisch-katholischen Kirche in der syrischen Stadt Aleppo. Wegen Kriegsschäden aus dem Jahre 2012 befindet sie sich derzeit im Wiederaufbau.

## Geschichte
Für die syrisch-katholische Kirche diente in Aleppo lange Zeit die um das Jahr 1500 errichtete Kirche Unserer Frau der Syrer, die heutige Kirche Mar Assia al-Hakim, im christlichen Stadtviertel al-Dschudaide als Kathedrale. Im Laufe des 20. Jahrhunderts wanderte ein großer Teil der syrisch-katholischen Gemeinde aus al-Dschudaide in andere Stadtteile Aleppos ab. Für die insgesamt wachsende Gemeinde wurde in den 1960er Jahren im Zentrum Aleppos eine neue Hauptkirche im modernen Baustil mit Beton errichtet und 1970 als Kathedrale geweiht.
Im Bürgerkrieg in Syrien schlug 2012 während eines Gottesdienstes im oberen Teil Wandbereich der Mariä-Himmelfahrt-Kathedrale eine Rakete ein, wodurch ein Loch in die Wand gerissen und zehn Menschen verletzt wurden. Nach der Vertreibung der islamistischen Rebellen Ende 2016 wurde mit der Restaurierung der Mariä-Himmelfahrt-Kathedrale begonnen, und im Zuge dessen fertigten die Brüder Badawi 2018 in der Kirche neue Fresken an.